# Drvenički kanal
Drvenički kanal je tjesnac u Jadranskom moru.
Dobio je ime po otocima Drveniku Velom i Drveniku Malom.
Na zapadu nema prave prirodne međe, ali kao među se može uzeti spojnica rt Rat na otoku Drveniku Malom – otok Arkanđel.
Na sjeveru je omeđen glavnim suhozemljem. Na jugu je omeđen s otocima Drvenikom Velim i Malim. Na istoku nema prave prirodne međe, ali kao među se može uzeti spojnica uvala Lučica na Drveniku Velom – otočić Balkun.